# Diagonalisering
Diagonalisering är inom linjär algebra en omvandling av en matris till en diagonalmatris. En sådan omvandling sker med en transformationsmatris {\displaystyle T}, så att {\displaystyle A=TDT^{-1}} för en matris {\displaystyle A} och en diagonalmatris {\displaystyle D}.  Man säger att en matris är diagonaliserbar om den kan diagonaliseras, med andra ord är en matris {\displaystyle A} diagonaliserbar om det finns en matris {\displaystyle T} sådan att {\displaystyle A=TDT^{-1}} för en diagonalmatris {\displaystyle D}.

## Villkor för diagonaliserbarhet
En matris {\displaystyle A} med format {\displaystyle n\times n}, med andra ord en linjär avbildning från ett vektorrum till sig själv {\displaystyle A:V\to V}, är diagonaliserbar om och endast om dimensionen av dess egenrum är {\displaystyle n}. Detta inträffar då {\displaystyle A} har {\displaystyle n} egenvektorer som är en bas för vektorrummet. Då kan {\displaystyle A} uttryckas som {\displaystyle A=TDT^{-1}}, där {\displaystyle T} har {\displaystyle A}:s egenvektorer som kolonnvektorer och {\displaystyle D} har {\displaystyle A}:s egenvärden i diagonalen.
Egenvektorerna till en matris är en bas för hela rummet om alla egenvärden har en geometrisk multiplicitet som är lika med deras algebraiska multiplicitet, och alltså är en matris diagonaliserbar under dessa förutsättningar.
Ett tillräckligt (men ej nödvändigt) villkor för att en matris med format {\displaystyle n\times n} ska ha en bas av egenvektorer är att matrisen har {\displaystyle n} distinkta egenvärden

### Speciella matriser
Nilpotenta matriser är ej diagonaliserbara, då de endast har egenvärdet 0. Detta skulle innebära att diagonalmatrisen skulle bli en nollmatris och {\displaystyle A=TDT^{-1}=0}, vilket inte är sant.
Projektioner är diagonaliserbara, och har talen 1 och 0 i diagonalen.
Enligt spektralsatsen är reella symmetriska matriser diagonaliserbara, och deras egenvektorer är ortogonala. Samma sak gäller för komplexa hermiteska matriser och normala matriser. Då egenvektorerna är ortogonala kan transformationsmatrisen skrivas som en ortogonal matris i det reella fallet och en unitär matris i det komplexa fallet, så att en symmetrisk matris kan skrivas {\displaystyle A=TDT^{T}}, det vill säga med en transponerad istället för en inverterad transformationsmatris till höger, vilket är mycket lättare att räkna ut.

## Exempel
Diagonalisera matrisen
{\displaystyle A={\begin{pmatrix}10&-4.5&-2.5\\16&-7&-5\\12&-6&-4\end{pmatrix}}}
Först beräknas matrisens egenvärden:
{\displaystyle \lambda _{1}=1~~\lambda _{2}=2~~\lambda _{3}=-4}
De tre egenvärdena är distinkta och därför är {\displaystyle A} diagonaliserbar. Egenvektorerna till egenvärdena beräknas sedan:
{\displaystyle \mathbf {v_{1}} ={\begin{pmatrix}1\\2\\0\end{pmatrix}}~~\mathbf {v_{2}} ={\begin{pmatrix}2\\3\\1\end{pmatrix}}~~\mathbf {v_{3}} ={\begin{pmatrix}1\\2\\2\end{pmatrix}}}
Dessa bildar en bas för vektorrummet. Matrisen {\displaystyle T} bildas från vektorerna {\displaystyle \mathbf {v_{1}} ,\mathbf {v_{2}} ,\mathbf {v_{3}} } och dess invers beräknas. {\displaystyle A=TDT^{-1}} blir då
{\displaystyle {\begin{pmatrix}10&-4.5&-2.5\\16&-7&-5\\12&-6&-4\end{pmatrix}}={\begin{pmatrix}1&2&1\\2&3&2\\0&1&2\end{pmatrix}}{\begin{pmatrix}1&0&0\\0&2&0\\0&0&-4\end{pmatrix}}{\begin{pmatrix}-2&1.5&-0.5\\2&-1&0\\-1&0.5&0.5\end{pmatrix}}}

## Tillämpningar
Om en matris {\displaystyle A} är diagonaliserbar, kan detta användas för att beräkna potenser {\displaystyle A^{n}} effektivt, eftersom
{\displaystyle A=TDT^{-1}}
{\displaystyle A^{2}=(TDT^{-1})^{2}=TDT^{-1}TDT^{-1}=TDIDT^{-1}=TD^{2}T^{-1}}
{\displaystyle A^{n}=TD^{n}T^{-1}}
Kvadratroten ur en matris {\displaystyle A} kan definieras som
{\displaystyle {\sqrt {A}}=T{\sqrt {D}}T^{-1}}
där diagonalelementen i {\displaystyle {\sqrt {D}}} är roten ur {\displaystyle D}:s diagonalelement. Detta ger att
{\displaystyle {\sqrt {A}}^{2}=T{\sqrt {D}}^{2}T^{-1}=TDT^{-1}=A}